# Pearl Tower
Pearl Tower o Pearl at the Sea è un grattacielo di Panama, capitale dell'omonimo stato.

## Caratteristiche
L'edificio, alto 242 metri e con 70 piani è stato costruito tra il 2007 e il 2012. A oggi è tra gli edifici più alti del paese.